# Сан-Матео (Нью-Мексико)
Сан-Матео (англ. San Mateo) — переписна місцевість (CDP) в США, в окрузі Сібола штату Нью-Мексико. Населення — 139 осіб (2020).

## Географія
Сан-Матео розташований за координатами 35°20′1″ пн. ш. 107°39′0″ зх. д. / 35.33361° пн. ш. 107.65000° зх. д. (35.333568, -107.650123).  За даними Бюро перепису населення США в 2010 році переписна місцевість мала площу 12,38 км², з яких 12,36 км² — суходіл та 0,03 км² — водойми.

## Демографія
Згідно з переписом 2010 року, у переписній місцевості мешкала 161 особа в 62 домогосподарствах у складі 48 родин. Густота населення становила 13 особи/км².  Було 82 помешкання (7/км²).
Расовий склад населення:
| - 57,1 % — білих - 4,3 % — корінних американців - 2,5 % — чорних або афроамериканців - 32,3 % — осіб інших рас |

До двох чи більше рас належало 3,7 %. Частка іспаномовних становила 85,7 % від усіх жителів.
За віковим діапазоном населення розподілялося таким чином: 19,9 % — особи молодші 18 років, 59,6 % — особи у віці 18—64 років, 20,5 % — особи у віці 65 років та старші. Медіана віку мешканця становила 49,9 року. На 100 осіб жіночої статі у переписній місцевості припадало 83,0 чоловіків;  на 100 жінок у віці від 18 років та старших — 87,0 чоловіків також старших 18 років.
Середній дохід на одне домашнє господарство  становив 52 490 доларів США (медіана — 48 590), а середній дохід на одну сім'ю — 52 490 доларів (медіана — 48 590). За межею бідності перебувало 6,3 % осіб, у тому числі 0,0 % дітей у віці до 18 років та 0,0 % осіб у віці 65 років та старших.
Цивільне працевлаштоване населення становило 111 осіб. Основні галузі зайнятості: сільське господарство, лісництво, риболовля — 42,3 %, науковці, спеціалісти, менеджери — 35,1 %, публічна адміністрація — 14,4 %, освіта, охорона здоров'я та соціальна допомога — 8,1 %.